# Dalavaihosahalli, Bangarapet
Dalavaihosahalli là một làng thuộc tehsil Bangarapet, huyện Kolar, bang Karnataka, Ấn Độ.